# Abalistes stellaris
Abalistes stellaris is een straalvinnige vis uit de familie van trekkervissen (Balistidae), orde kogelvisachtigen (Tetraodontiformes), die voorkomt in de Grote, Atlantische en Indische Oceaan.

## Beschrijving
Abalistes stellaris kan een maximale lengte bereiken van 60 centimeter. Van de zijkant gezien heeft het lichaam van de vis een gedrongen vorm, van bovenaf gezien is de vorm het beste te typeren als ovaal. De kop is duidelijk convex. De ogen zijn normaal van vorm en zijn symmetrisch. Er zijn twee rugvinnen (drie stekels, 25-27 vinstralen) en één aarsvin (24-26 vinstralen).

## Leefwijze
Abalistes stellaris is een zoutwatervis die voorkomt in tropische wateren.
Het dieet van de vis bestaat hoofdzakelijk uit macrofauna zoals crustacea (krabben) en weekdieren (mosselen).

## Relatie tot de mens
Abalistes stellaris is voor de visserij van aanzienlijk commercieel belang. De soort wordt tevens gevangen voor commerciële aquaria.
De soort staat niet op de Rode Lijst van de IUCN.